# Lone Jørgensen
Lone Castrup Jørgensen (Copenhague, 23 de abril de 1962) es una jinete danesa que compitió en la modalidad de doma.
Ganó dos medallas de bronce en el Campeonato Europeo de Doma, en los años 1999 y 2001. Participó en dos Juegos Olímpicos de Verano, ocupando el cuarto lugar en Sídney 2000 y el quinto en Atenas 2004, en la misma prueba.

## Palmarés internacional
| Campeonato Europeo | Campeonato Europeo    | Campeonato Europeo | Campeonato Europeo |
| Año                | Lugar                 | Medalla            | Categoría          |
| ------------------ | --------------------- | ------------------ | ------------------ |
| 1999               | Arnhem (Países Bajos) | Medalla de bronce  | Por equipos        |
| 2001               | Verden (Alemania)     | Medalla de bronce  | Por equipos        |